# 八戸学院大学硬式野球部
八戸学院大学硬式野球部（はちのへがくいんだいがくこうしきやきゅうぶ）は、北東北大学野球連盟に所属する大学野球チーム。八戸学院大学の学生によって構成されている。2013年に八戸大学から八戸学院大学に改称した。ユニフォームの表記は「HACHIGAKU」。

## 歴史

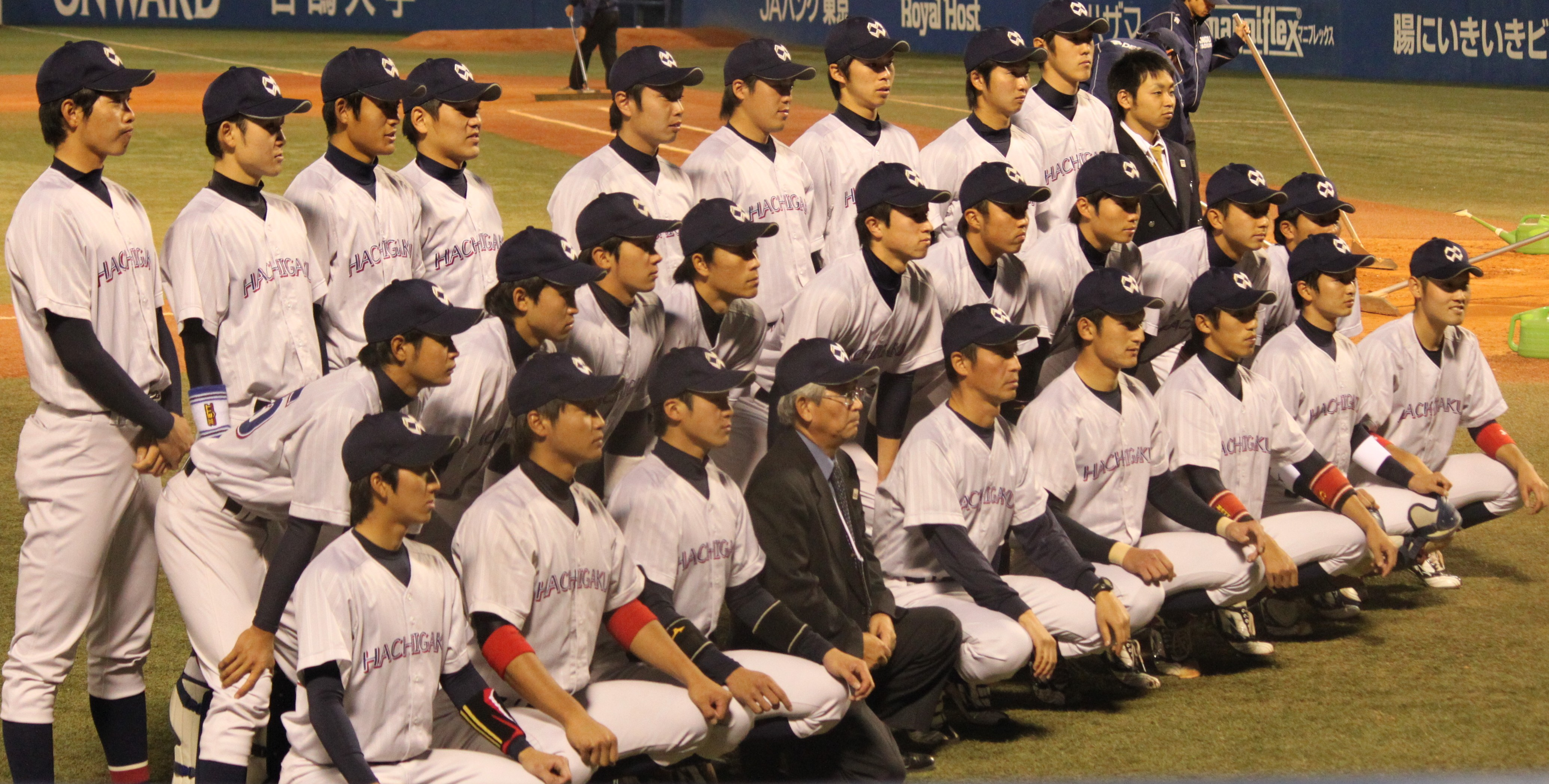
2013年11月17日 明治神宮野球場にて

八戸大学硬式野球部として1981年創部。1993年に初の1部昇格。東北福祉大学出身の藤木豊を監督を迎えて強化を図り、2001年春季リーグ戦で初優勝。
その後はリーグ屈指の強豪として力を付け、リーグ王者青森大学を抑え川島亮と石川賢の2年生両投手らを擁して2001年の全日本大学選手権（第50回大会）に初出場。翌2002年の第51回全日本大学選手権準々決勝で関東学院大学に3-4（延長10回）で敗退（ベスト8進出）。翌2003年秋季から2005年秋季まで5季連続優勝を果たし、その間、2004年には4年生エース三木均と3年青山浩二両投手らを擁して第53回全日本大学選手権準決勝に進出し、4年那須野巧投手擁する日本大学に2-6で敗退（ベスト4）。同04年秋、地区代表決定戦で東北福祉大を抑え明治神宮野球大会（第35回大会）に初出場を果たした。またこの頃から、プロ野球選手も輩出するようになった。
2007年、神宮大会2度目の出場となる秋の第38回明治神宮大会準決勝で1年生斎藤佑樹投手らを擁する早稲田大学に2-3で惜敗した（ベスト4）。
2000年代に入る頃から青森大学、2010年前後から富士大学との2強時代を迎える。
2010年、第59回全日本大学選手権ではエース塩見貴洋投手や秋山翔吾ら4年生、3年田代将太郎らを擁して、4年大野雄大投手の佛教大学や躍進した北海道大学を下し進出した準決勝戦で、優勝した3年藤岡貴裕投手擁する東洋大学に1-5で敗退（ベスト4）。
2012年からそれまで長くコーチを務めていた正村公弘（東海大出身。2024年から亜大監督）が監督に就任。2014年春季から2018年秋季まで富士大に10季連続でリーグ優勝を許していたが、2019年春季に大道温貴と中道佑哉の両エースを擁して6年11季ぶりのリーグ戦優勝を果たした。

## 本拠地
- 青森県八戸市美保野13-1775

## 記録
（2022年度終了時点）
- リーグ優勝：15回
- 全日本大学野球選手権大会出場：7回
- 明治神宮野球大会大学の部出場：4回

## 主な出身者

### NPB入団選手
- 川島亮（投手） - ヤクルトスワローズ他
- 石川賢（投手） - 中日ドラゴンズ他
- 三木均（投手） - 読売ジャイアンツ
- 青山浩二（投手） - 東北楽天ゴールデンイーグルス
- 内藤雄太（外野手） - 横浜DeNAベイスターズ
- 塩見貴洋（投手） - 東北楽天ゴールデンイーグルス
- 秋山翔吾（外野手） - 広島東洋カープ他
- 田代将太郎（外野手） - 埼玉西武ライオンズ他
- 髙橋優貴（投手） - 読売ジャイアンツ
- 大道温貴（投手） - 広島東洋カープ
- 中道佑哉（投手） - 福岡ソフトバンクホークス
- 松山晋也（投手） - 中日ドラゴンズ
- 平尾柊翔（外野手） - くふうハヤテベンチャーズ静岡

### 独立リーグ入団選手
- 小野真悟（投手、中退） - 新潟アルビレックスBC他
- 武岡大聖（内野手） - 徳島インディゴソックス

### その他
- 須江航 - 仙台育英学園高等学校監督

## 関係者
- 正村公弘 - 硬式野球部元監督、コーチ